# كوستيكا ستيفانيسكو

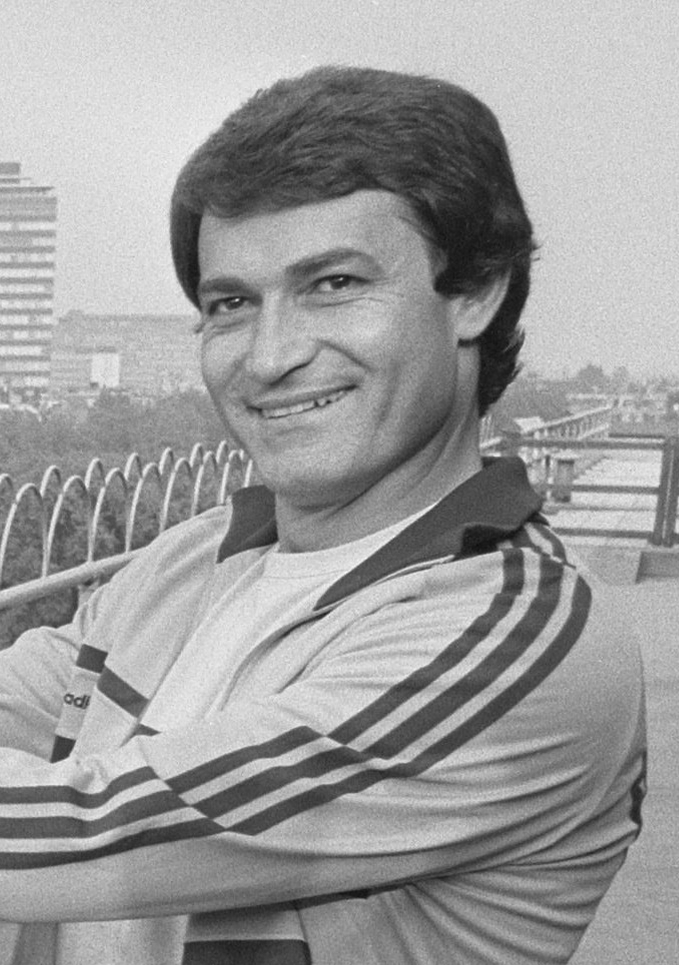
كوستيكا ستيفانيسكو

كوستيكا ستيفانيسكو (بالرومانية: Costică Ștefănescu)‏، من مواليد 26 مارس 1951، لاعب كرة قدم روماني سابق، ومدرب كرة قدم روماني.
لعب مع منتخب رومانيا لكرة القدم.
توفي في 20 أغسطس 2013.
يدرب حاليا نادي الجيش السوري
وكان قد درب بالسابق نادي الوحدة السوري

## روابط خارجية
- كوستيكا ستيفانيسكو على موقع قاعدة بيانات كرة القدم.إي يو (الإنجليزية)
- كوستيكا ستيفانيسكو على موقع ناشيونال فوتبول تيمز (الإنجليزية)
- كوستيكا ستيفانيسكو على موقع عالم كرة القدم.نت (الإنجليزية)